# Muzeum Šipka
Muzeum Šipka ve Štramberku se věnuje ve své stálé expozici archeologickým a geologickým sbírkám nalezených ve Štramberku. Představuje tak jeho nejstarší historii. Je umístěno ve starobylé budově masných krámů, při bývalé dolní bráně - pozůstatku středověkého opevnění města Štramberku. Muzeum Šipka je součástí Muzea Novojičínska, příspěvkové organizace.
Muzeum bylo otevřeno 1. června 2020.

## Historie budovy
Dům čp. 456 stojí na ulici Zauličí ve Štramberku v okrese Nový Jičín. Bývalá jatka a masné krámy byly postaveny v roce 1822. Dům byl zapsán do Ústředního seznamu kulturních památek ČR před rokem 1988 a je součástí městské památkové rezervace. První písemná zmínka o domě pochází z roku 1614 a je zachycen na malbě města z roku 1722. V roce 1822 byl domek odkoupen řeznickým cechem od rodiny Hanzlíkovy, v jejichž majetku byl přes 100 let. Řeznický cech upravil dům do dnešní podoby na zděná městská jatka a masné krámy. V domě bylo šest masných krámů, ve kterých prodávalo pět řeznických mistrů a jednoho nájemce. V roce 1955 bylo v budově zřízeno Městské muzeum, v roce 1992 Muzeum Zdeňka Buriana, v roce 2011 zde byla umístěna Městská galerie a od roku 2021 zde sídlí Muzeum Šipka, které je jednou z poboček Muzea Novojičínska, p. o.

## Stavební podoba budovy muzea
Přízemní zděný dům, postavený v roce 1822, má obdélníkový půdorys a je orientován delší stranou (tzv. okapovou) k silnici. Na severní straně se dům přimyká k městské hradbě, což naznačuje jeho začlenění do původní zástavby města. Dům stojí na vysoké kamenné vápencové omítnuté podezdívce. Tato podezdívka vyrovnává terénní nerovnosti svahu, na kterém je stavba umístěna. Uliční čtyřosá strana je mírně zalomena, se třemi okny s dřevěnými okenicemi a bočním vchodem. Fasáda je mírně zalomena, což přispívá k jejímu malebnému vzhledu. Na pravé (východní) straně domu jsou čtyři malá okna, která jsou zamřížovaná. Jižní štítová strana domu slouží jako hlavní vstup do objektu muzea. Ke vchodu vede dvouramenné kamenné schodiště, které je lemováno pevnou zděnou zídkou, známou jako poprsní zídka, jež slouží jako zábradlí. Štítová část domu má dvě okna zdobená štukovými šambránami, které jsou umístěny nad podokenními římsami. Nad těmito okny jsou dva kruhové štukové reliéfy a římskými číslicemi psaný letopočet MDCCCXXII, který odkazuje na rok výstavby. Střecha domu je sedlová s polovalbou a pokryta tradičním šindelem, který odpovídá historickému rázu budovy. Tento dům je typickým příkladem městské architektury 19. století; dochoval se v autentické podobě a nabízí pohled na stavební techniky a styl té doby.

## Současnost
Ve stálé expozici jsou k vidění druhy vápence vyskytující se ve Štramberku, ukázky minerálů a zkamenělin nalezených při těžbě štramberského vápence v místních lomech. Druhá část muzea představuje nejvýznamnější artefakty nalezené Karlem Jaroslavem Maškou v jeskyni Šipka a na kopci Kotouč – kosti a zuby pravěkých zvířat, kopii neandertálské čelisti, bronzové depoty apod.
V přízemí muzea se nachází stálá expoziční část, model jeskyně, do které se dá vstoupit. V jeskyni běží videomapping ukazující příběh pravěkých lidí a objev šipecké čelisti. Dále je v přízemí Dioráma pravěkého a geologicky současného korálového útesu. V 1. patře je prostor pro přednášky pro veřejnost, edukační činnost a panelové výstavy.

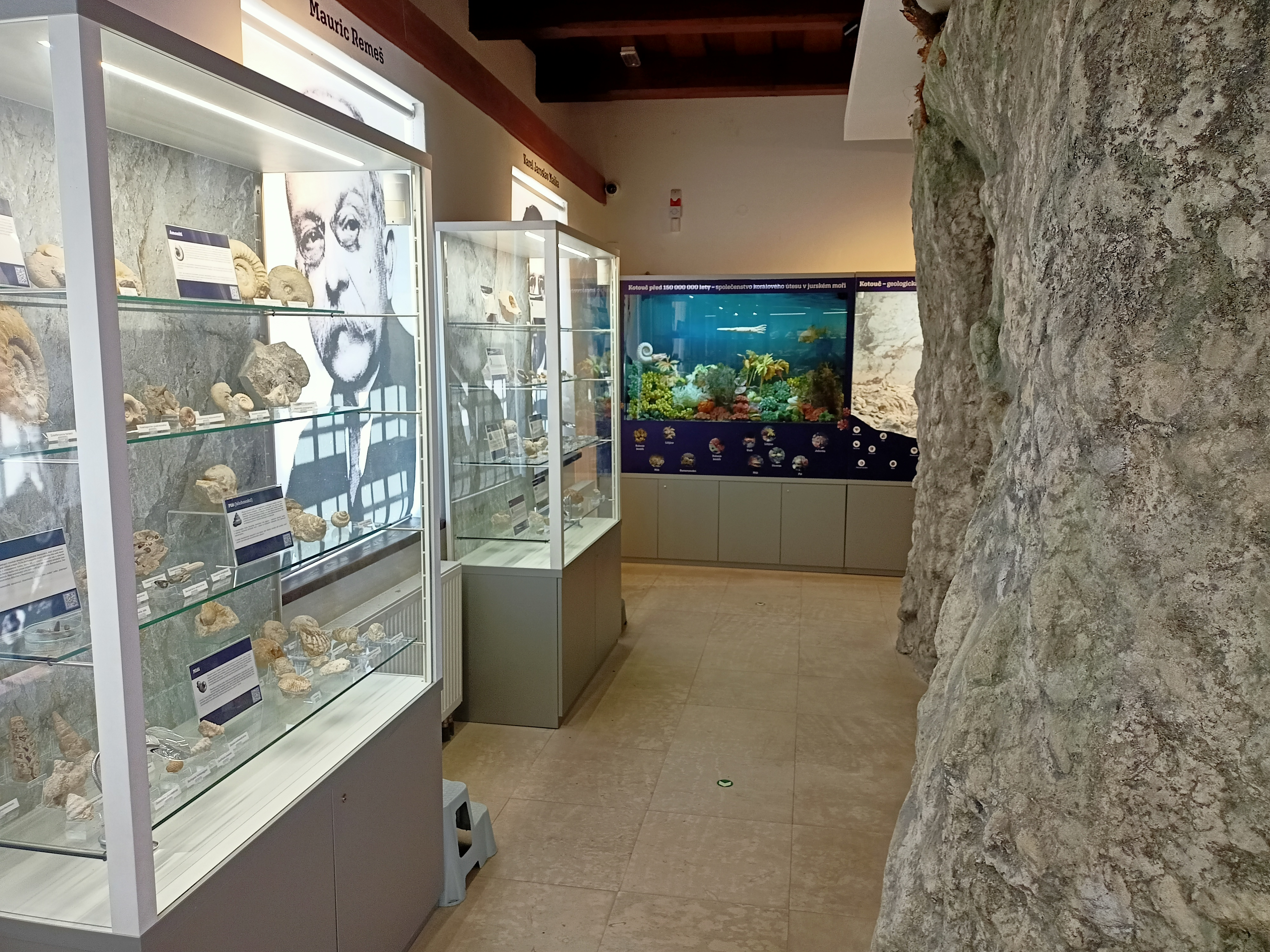
Geologická část stálé expozice
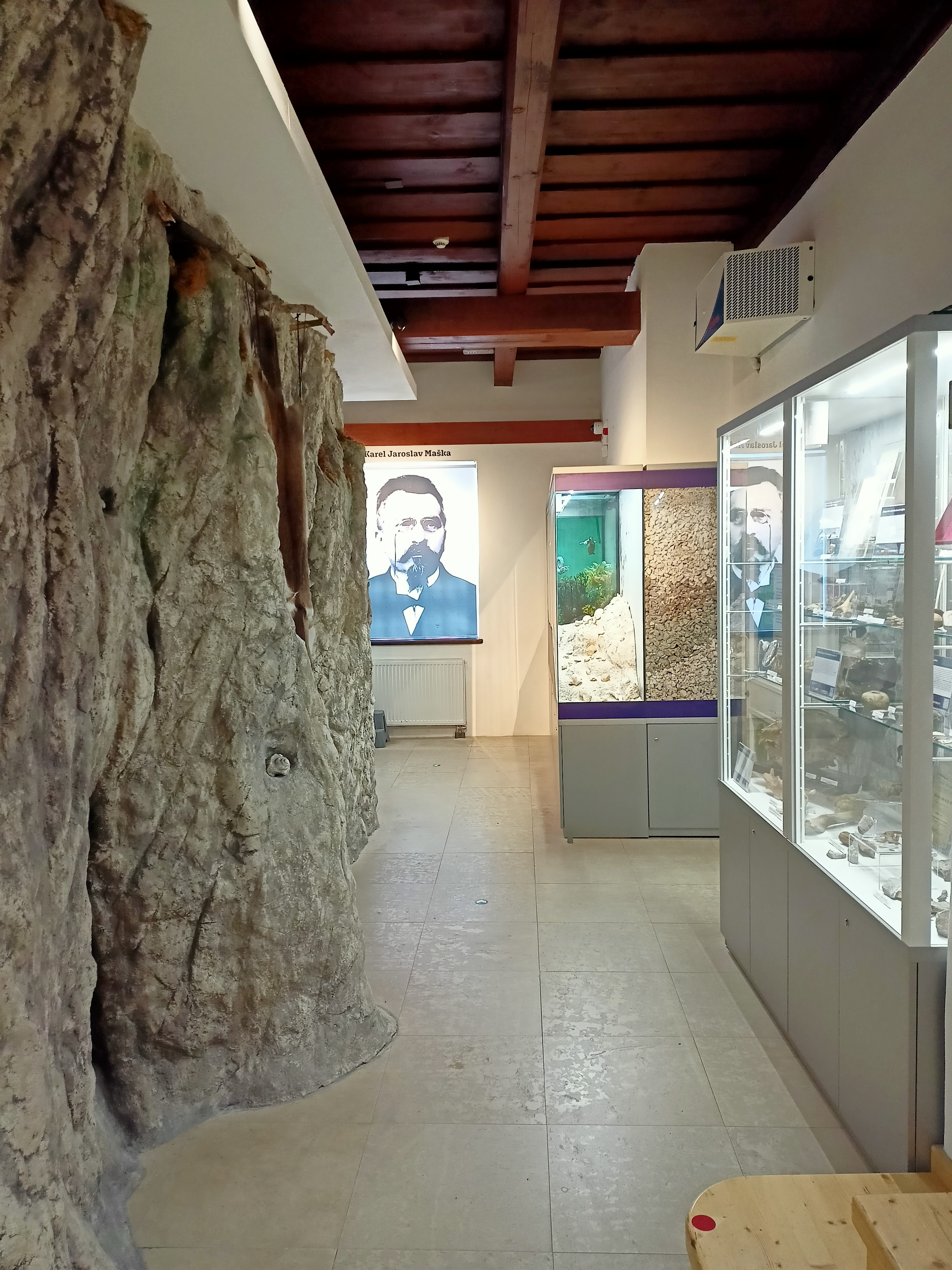
Archeologická část expozice s modelem jeskyně
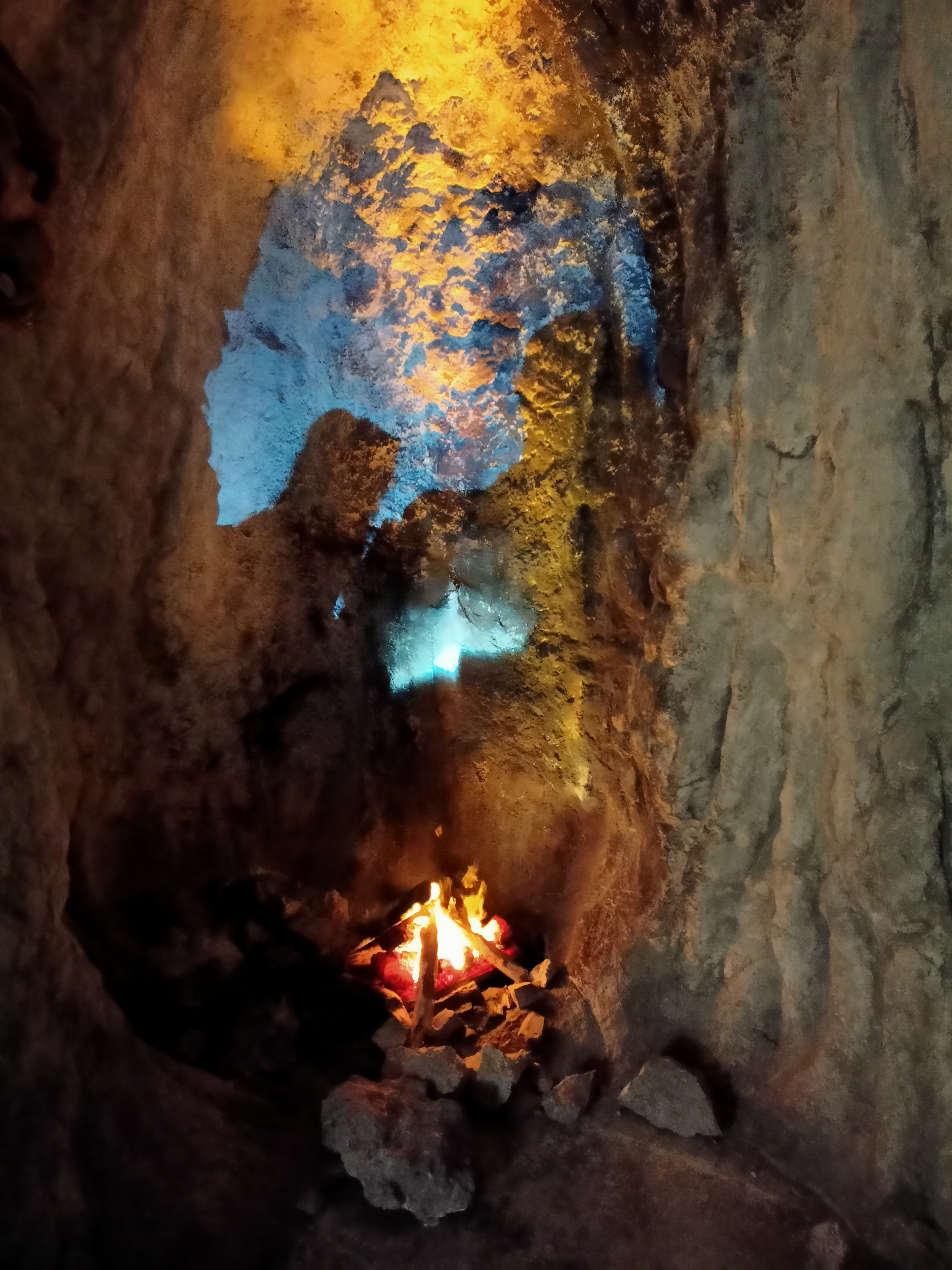
Interiér modelu jeskyně
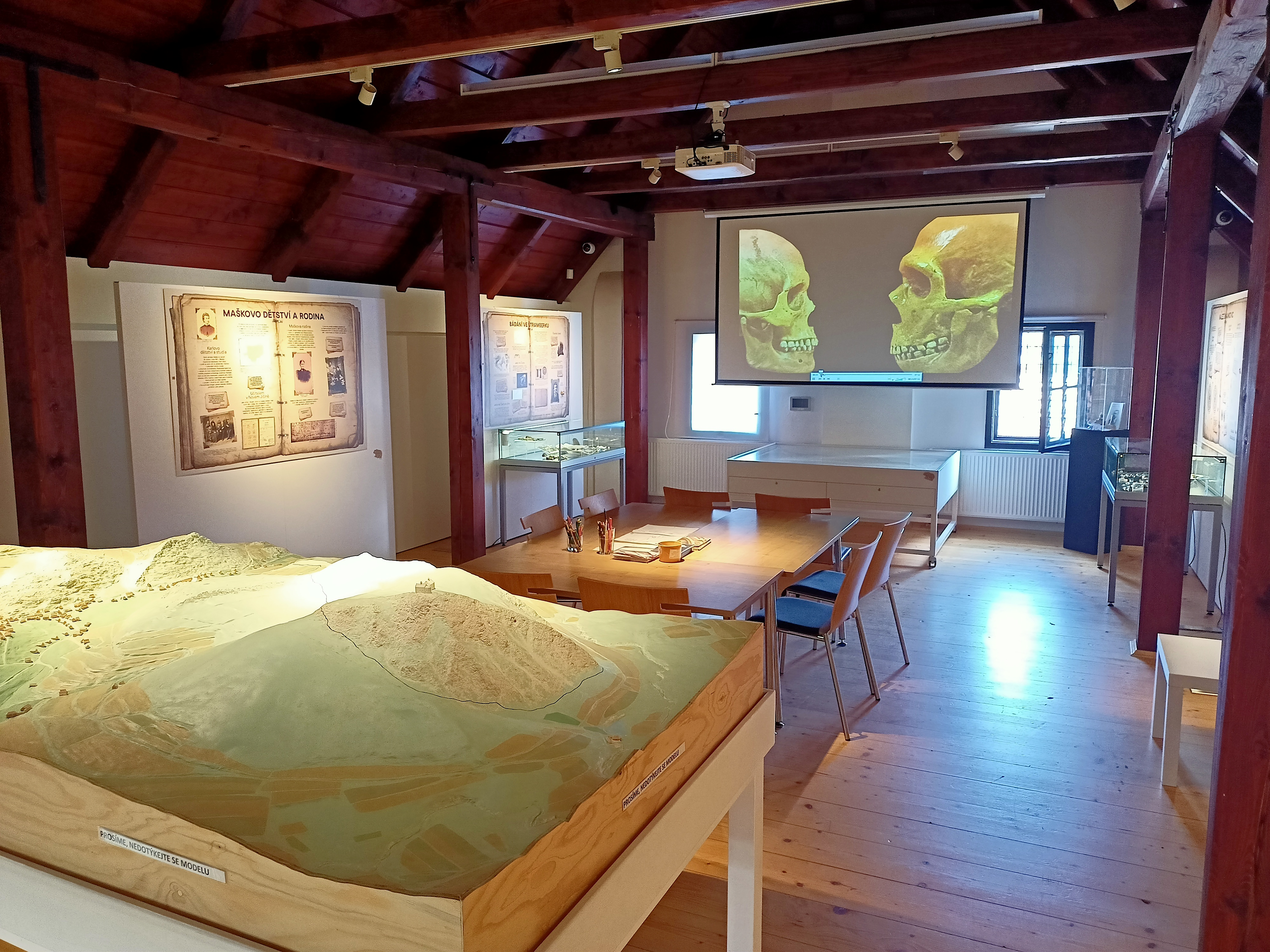
Model města Štramberka a výstavní prostor